# ضلع (تشريح)
الضلع هو أحد عظام القفص الصدري في الإنسان، ويوجد لدى الإنسان 24 ضلعاً  بحيث يكون هناك 12 ضلع على كل جانب من جانبي الجسم، توجد بين الأضلاع عضلات (تعرف بالعضلات الوربية)، وأوعية دموية وأعصاب.
تشارك الأضلاع مع باقي عظام القفص الصدري في حماية الرئتين، والقلب، وبقية الأحشاء الداخلية في الصدر، كما تمنح الأضلاع مواقع لاتصال عضلات الصدر كعضلات ما بين الأضلاع (العضلات الوربية) وعضلات البطن كالعضلة المائلة الداخلية والعضلة المائلة الخارجية.
تلعب حركة الأضلاع دوراً هاماً في عملية التنفس بخاصة عند النساء، بينما يلعب انقباض الحجاب الحاجز دوراً أكبر عند الرجال. في كلتا الحالتين ينتج انخفاض في الضغط داخل التجويف الصدري وبالتالي تتم عملية دخول الهواء إلى الرئة (الشهيق).

## تقسيم الأضلاع في الإنسان
- أول سبعة أزواج من الأضلاع تسمى «الأضلاع الحقيقية» وهي متصلة بشكل مباشر بعظم القص بواسطة الغضاريف الضلعية.
- أزواج الأضلاع الثلاثة التالية تسمى «الأضلاع الكاذبة» وهي لا تتصل بعظمة القص مباشرة بل تتصل غضاريفها بغضروف الضلع الأعلى وتنتهي بالغضروف الضلعي السابع الذي يتصل بعظم القص.
- آخر زوجين من الأضلاع تسمى «الأضلاع السابحة» أو الطافية، وفيها يتصل الضلع الطافي بالعمود الفقري فقط ولا يتصل بعظم القص ولا بضلع آخر، بعض الناس يفتقدون زوجاً من الأضلاع الطافية وآخرون يمتلكون زوجاً ثالثاً منها (في بعض الأعراق - كاليابانيين مثلاً - يكون الضلع العاشر في بعض الأحيان ضلعاً سابحاً حيث يفتقد للارتباط الغضروفي بالضلع السابع).
- يزداد طول الاضلاع من الأولى حتى الضلع السابعة ثم يتناقص الطول من السابعة حتى الثانية عشرة.

## أجزاء الضلع
- رأس الضلع: وهو نهاية الضلع القريبة إلى العمود الفقري.
- المفصل الضلعي الفقري: وهو مكان تمفصل رأس الضلع مع الفقرة الصدرية.
- عنق الضلع: وهو جزء الضلع المسطح الذي يمتد على جانب جسم الإنسان.
- الحديبة الضلعية: وهو نتوء في السطح الخلفي للضلع.
- زاوية الضلع: وهو المكان المنحني في الضلع.
- الثلم الضلعي: وهو شق بين السطح الداخلي للضلع وبين الحافة السفلى للضلع.

## أضلاع غير نموذجية
- الضلع الأول: يكون قصير وعريض وتقريباً أفقي الاتجاه مع شكل يشبه حذوة الحصان أو حرف C بالإنجليزية، وله انحناءة حادة أكثر من غيره من الأضلاع السبعة الحقيقية، ورأسه يتمفصل مع الفقرة الصدرية الأولى، وله شقين لأوعية ما تحت الترقوة (الشق الأمامي لوريد ما تحت الترقوة والخلفي لشريان ما تحت الترقوة بالإضافة الضفيرة العضدية) مع مواقع لاتصال عضلات العنق.
- الضلع الثاني: يكون أرق واقل انحناءً وأطول من الضلع الأول. ويتمفصل مع الفقرة الصدرية الأولى والثانية. وله نتوء ترتبط به العضلات.[6]
- الضلع الحادي عشر والثاني عشر: هما قصيران ووليس لهما عنق ولا نتوءات.[6]

## حالات طبية
- كسور الأضلاع هي أكثر اصابة شائعة للقفص الصدري. أكثر ضلع معرض لهذه الإصابة هو الضلع الأوسط.
- عيوب خلقية في الأضلاع مما يؤثر على شكل القفص الصدري.
- إزالة الضلع جراحياً أسباب تجميلية أو علاجية.

### الضلع العنقي
وجود ضلع عنقي (أو ضلع عنقي)  في البشر فوق الضلع الأول من الأضلاع الصدرية يعد عيباً خلقياً لا يحدث سوى مرة في كل 500 حالة (يوجد عند 0.46 بالمائة من الأشخاص) ، ينشأ هذا الضلع من الفقرة العنقية السابعة ، ووجود الضلع العنقي قد يقود إلى متلازمة مخرج الصدر.